# Хелен Адлер
Гелен Адлер (нім. Helene Adler; 5 грудня 1849, Франкфурт-на-Майні — 2 грудня 1923, Франкфурт-на-Майні) — німецька письменниця та педагогиня.

## Біографія
Гелен Адлер народилася в будинку 118 на вулиці Юденгассе у Франкфурті. Поет Людвіг Берне народився тут у 1786 році, коли це ще було єврейське гетто. Батько Адлер, громадський службовець єврейської громади, придбав будинок. До 1865 року вона навчалася в міській філантропічній школі, а 1867 році склала іспит на вчителя у Вісбадені. Потім вона працювала вчителькою і вихователькою в дитячому притулку Франкфуртського жіночого об'єднання ізраелітів. У 1882 році вона була змушена залишити викладання через слабке здоров'я і відтоді повністю присвятила себе літературі. Того ж року вона опублікувала свою першу поетичну збірку «Бейм Кукук». У наступні роки Адлер публікувала вірші та педагогічні есе в різних газетах і журналах.
Відтоді Гелен Адлер працювала письменницею. Вона не лише писала просвітницькі твори, але й стала відомою поетесою гессенського діалекту.
Адлер була вільним мислителем і під час Першої світової війни пропагувала пацифізм.
У Франкфурті-на-Майні, де вона пізніше мешкала в Остенде за адресою Шайдсвальдштрассе, 30, її ім'я носить вулиця Гелен-Адлер-Вег у районі Кальбах-Рідберг.

## Твори
- У зозулі. Настроєві зоопоетичні лісові пісні. Еррас, Франкфурт а. М. 1882 рік.
- Релігія і мораль. Внесок у питання виховання з позицій етики Шопенгауера. Штольберг, Гота 1882.
- Про виховання дітей-сиріт. Еррас, Франкфурт а. М. 1885 рік.
- Передмови та фрагменти. Поетична листівка зразка. Штаудт, Франкфурт а. М. 1897 рік.
- Мир на землі! Проповідь на завісі Ääne (1897)
- Поетичні тіні, присвячені манері Артура Шопенгауера. Книга 1: Анакреонт. Cavael, Leipzig 1912.
- Студентські пісні та академічні поспівки. Xenien-Verlag, Leipzig 1914.